# Dispositivo di Pensky-Martens
Il dispositivo di Pensky-Martens viene utilizzato per determinare il punto di infiammabilità dei liquidi, principalmente oli combustibili o lubrificanti, ma la sua concezione ne consente l'uso anche per solidi.

## Descrizione
Nella sua concezione originale, un Becco di Bunsen riscalda con un gradiente regolare il campione da esaminare che si trova all'interno di una coppa chiusa da un coperchio munito di un otturatore. Riscaldandosi, il campione emette dei gas che si miscelano con l'aria presente nella coppa; ad intervalli prestabiliti l'otturatore viene aperto ed una piccola fiammella (solitamente a gas butano o metano) lambisce il bordo inferiore dell'orifizio rivelato dall'otturatore. L'operazione viene ripetuta fino a che si presenta un lampo visibile ad occhio nudo.
I moderni analizzatori riscaldano il campione utilizzando una resistenza elettrica; il rilevamento del lampo, quando automatico, avviene tramite rilevatore di ionizzazione o in modo ottico.

## Utilizzo
Il Pensky Martens copre efficacemente temperature di analisi comprese tra i 60 °C e i 360 °C. L'Abel, di concezione simile, è in grado di raggiungere temperature inferiori (fino a -30 °C) utilizzando un liquido refrigerante posto fra l'elemento riscaldante e la coppa di test, come avviene nel riscaldamento a bagnomaria. Data la natura dei liquidi utilizzati per la bagnomaria (alcool etilico o mistura di acqua e anticongelante) il suo limite superiore viene fissato a circa 70 °C.